# チュクチ海
チュクチ海（チュクチかい、ロシア語: Чуко́тское мо́ре、英語:Chukchi Sea）は、ロシアシベリア北東部チュクチ自治管区とアメリカ合衆国アラスカ州北西部にかけての海である。
北に広がる北極海の一部であり、南はベーリング海峡を挟んでベーリング海に続いている。北西にはウランゲリ島があり、その先は東シベリア海である。東はポイント・バローでボーフォート海に接する。大陸棚であるため水深は浅く、50mを越えるところは少ない。面積595,000km2。